# Gran varietà
Gran varietà es una película musical italiana de 1954 dirigida por Domenico Paolella.
Se trata de una película de antología, escrita por varios guionistas, entre ellos Ettore Scola, excolaborador de la RAI y del semanario Marc'Aurelio y futuro director.

## Argumento
Mariantonia
Una campesina aparece accidentalmente en el escenario. El público la confunde con un miembro de la compañía y consigue improvisar un sketch que resulta todo un éxito. El empresario, tras reticencias iniciales, la convirtió en una diva de un espectáculo de variedades.
Cuttica
Un actor que se especializa en caricaturas de soldados cobardes y sin carácter se convierte en un héroe de guerra a pesar de sí mismo.
Il fine dicitore
Declive de un cantante de café vanidoso y vengativo debido a su repertorio obsoleto.
Fregoli
Un actor, un transformista rápido, logra mantener a los pretendientes alejados de la mujer de la que está enamorado pretendiendo ser diferentes personajes.
Il censore
Un censor hizo cortar grandes secciones de programas que no se ajustaban a las ideas políticas del período fascista, y luego de la guerra volvió a desempeñar el mismo papel.

## Reparto
Mariantonia
- Maria Fiore: Mariantonia, la campesina.
- Nico Pepe: el empresario teatral.
- Carlo Mazzarella: el director.
- Guido Riccioli: el maestro de utilería teatral.
- Carlo Hintermann: el joven galante.
- Nino Capozzi: el oficial que lanza un marengo.
- Renato Malavasi
- Mario Siletti
- Giuseppe Porelli
- Gustavo Serena
- Lia Orlandini

Cuttica
- Carlo Croccolo :Battaglia, el comediante militar conocido como «Cuttica».
- Nico Pepe: el empresario teatral.
- Lilly Granado

Le fin dicitore
- Vittorio De Sica: Luciano Veneziani, el ladrón.
- Lea Padovani: la soubrette Anna.
- Delia Scala: la bailarina.
- Gildo Bocci: el director de cine.
- Fausto Guerzoni: el espectador leyendo el periódico.
- Nico Pepe: el empresario teatral.

Fregoli
- Alberto Sordi: Premoli, el transformista.
- Lauretta Masiero: Yvette, la socialité.
- Franco Scandurra: Teniente de los Dragones.
- Carlo Hintermann: barón Arneta.
- Guillermo Barnabó: el abogado.
- Michele Riccardini: el banquero Tersky.
- Walter Grant: coronel Barberi.
- Salvatore Furnari: el enano, chico de los recados.

Il censore.
- Renato Rascel: el actor y el censor.
- Flora Medini: la soubrette.
- Pamela Palma: la estrella del ballet.
- Nico Pepe: el empresario teatral.
- Mimmo Craig: Garinini.

## Producción
La película se rodó en Ferraniacolor, un proceso que se había desarrollado en aquel momento en las fábricas de Ferrania en Ferrania, una fracción de Cairo Montenotte (Provincia de Savona en Liguria), cuyos colores eran todavía muy inestables, como todavía se puede comprobar al ver la película.